# Dozwil
Dozwil est une commune suisse du canton de Thurgovie, située dans le district d'Arbon.

Photo aérienne (1956).